# Jürgen Sarnowsky
Jürgen Sarnowsky (ur. 15 listopada 1955 w Berlinie) – niemiecki historyk. 

## Życiorys
Absolwent uniwersytetu w Berlinie, doktorat (1982) i habilitacja (3 czerwca 1992 - Die Wirtschaftsführung des Deutschen Ordens in Preußen (1382–1454)) tamże. W latach 1982-1993 asystent naukowy na Wydziale Historycznym Wolnego Uniwersytetu w Berlinie. Obecnie profesor na uniwersytecie w Hamburgu. Jeden z dwóch redaktorów naczelnych pisma wydawanego w Toruniu "Ordines Militares". Zajmuje się dziejami zakonów rycerskich. 

## Wybrane publikacje

### Monografie
- Die aristotelisch-scholastische Theorie der Bewegung. Studien zum Kommentar Alberts von Sachsen zur Physik des Aristoteles Aschendorff, Münster 1989, ISBN 3-402-03927-3.
- Die Wirtschaftsführung des Deutschen Ordens in Preußen (1382–1454), Böhlau, Köln 1993, ISBN 3-412-07893-X.
- Macht und Herrschaft im Johanniterorden des 15. Jahrhunderts. Verfassung und Verwaltung der Johanniter auf Rhodos (1421–1522), Lit, Münster 2001, ISBN 3-8258-5481-7.
- England im Mittelalter, Primus, Darmstadt 2002, ISBN 3-89678-420-X.
- Der Deutsche Orden, Beck, München 2012, ISBN 978-3-406-53628-1.
- Die Erkundung der Welt. Die großen Entdeckungsreisen von Marco Polo bis Alexander von Humboldt, Beck, München 2015, ISBN 3-406-68150-6.
- Die geistlichen Ritterorden. Anfänge – Strukturen – Wirkungen. Kohlhammer, Stuttgart 2018.

### Prace redakcyjne
- Vera lex historiae. Studien zu mittelalterlichen Quellen. Festschrift für Dietrich Kurze zu seinem 65. Geburtstag am 1. Januar 1993, Böhlau, Köln 1993, ISBN 3-412-10191-5.
- Die Ritterorden in der europäischen Wirtschaft des Mittelalters, Hrsg. von Roman Czaja und Jürgen Sarnowsky, Toruń: Wydawnictwo Uniwersytetu Mikołaja Kopernika 2003.
- Selbstbild und Selbstverständnis der geistlichen Ritterorden, hrsg. von Roman Czaja und Jürgen Sarnowsky, Toruń: Wydawnictwo Uniwersytetu Mikołaja Kopernika 2005.
- Verwaltung und Schriftlichkeit in den Hansestädten Porta-Alba-Verlag, Trier 2006, ISBN 3-933701-21-X.
- Bilder - Wahrnehmungen - Vorstellungen. Neue Forschungen zur Historiographie des hohen und späten Mittelalters, V & R Unipress, Göttingen 2007, ISBN 978-3-89971-340-4.
- Die Ritterorden als Träger der Herrschaft: Territorien, Grundbesitz und Kirche, hrsg. von Roman Czaja und Jürgen Sarnowsky, Toruń: Wydawnictwo Uniwersytetu Mikołaja Kopernika 2007.
- Die Rolle der Schriftlichkeit in den Geistlichen Ritterorden des Mittelalters: innere Organisation, Socialstruktur, Politik, hrsg. von Roman Czaja und Jürgen Sarnowsky, Toruń: Wydawnictwo Uniwersytetu Mikołaja Kopernika 2009.